# برج جیانگسو
برج جیانگسو (به لاتین: Jiangsu Tower) یک آسمان‌خراش در چین است که در شنژن واقع شده‌است.